# 萬卡尼阿帕奇塔山
14°00′52″S 70°51′17″W / 14.01444°S 70.85472°W
萬卡尼阿帕奇塔山（Huancane Apacheta），是秘魯的山峰，位於該國東南部庫斯科大區和普諾大區，由切卡庫佩區和科拉尼區負責管轄，屬於韋爾卡努塔山脈的一部分，海拔高度約5,200米。